# De Druk
De Druk is een Nederlandse film uit 2017. De film is onderdeel van een project dat werd gesteund door justitie. en het NPRZ om het maatschappelijke probleem van de druk van de straatcultuur bespreekbaar te maken.

## Verhaal
De film gaat over het leven op straat en het maken van verkeerde keuzes. De Druk geeft een realistische beeld van hoe het leven op straat is en hoe moeilijk het is om te ontsnappen aan de invloed van de leefomgeving.
In de film wordt een fictieve versie van Reggery Gravenbeeks levensverhaal verteld. Ondanks dat hij uit een omgeving komt waar veel jongeren in de criminaliteit belanden, stond hij bekend om zijn aanleg voor sport. Als tiener was hij dan ook een positieve voorbeeld voor de kinderen in zijn buurt. Maar op een dag is die positiviteit tot een einde gekomen.
De film is mede tot stand gekomen door een financiële bijdrage van OPEN Rotterdam en gemeente Rotterdam  met steun van de gebiedscommissies Charlois en Feijenoord (wijk).

## Rolverdeling
- Dalorim Wartes - Ritchie
- Yamill Jones - Gino
- Dahiana Candelo - Angela
- Zouhair Mtazi - Zouhair
- Lucien Rentmeester - Hazes
- Claudio Magaña Torres - Koprol
- Ernon Senior - Ernon

## Première
De Druk ging op 26 oktober 2017 in première in het theater Zuidplein.